# Матвеев, Ник
Ник Матвеев (латыш. Niks Matvejevs; 13 февраля 1958, Бауска — 26 апреля 2014) — латышский музыкант, солист. Как композитор, аранжировщик и исполнитель принимал участие в записях таких альбомов как «Ieskaties acīs», «Rīga dimd», «Ma voix, ma voie». Сыграл роль Квазимодо в постановке музыкальной мелодрамы композитора Зигмара Лиепиньша «Собор Парижской Богоматери». Был солистом группы «Sīpoli», пел в хоре «Sindi putnu dārzs», написал музыку к кинофильмам.
В 2001 году изданный вместе с певицей Марией Наумовой диск «Ieskaties acīs» получил награду «Золотой диск».
Умер от сердечного приступа 26 апреля 2014 года.